# Hayato Michiue
Hayato Michiue (født 17. juni 1991) er en japansk professionel fodboldspiller.
Han har spillet for flere forskellige klubber i sin karriere, herunder Matsumoto Yamaga FC.